# Moyenne anglaise
 (mai 2023).
Si vous disposez d'ouvrages ou d'articles de référence ou si vous connaissez des sites web de qualité traitant du thème abordé ici, merci de compléter l'article en donnant les références utiles à sa vérifiabilité et en les liant à la section « Notes et références ».
La moyenne anglaise est une méthode de calcul pour établir le classement d'un championnat de sport collectif (football, rugby à XV, etc.) qui soit indépendante du nombre de matchs joués à domicile et à l'extérieur. Cette méthode ne sert pas pour déterminer les positions réelles des équipes, ce n'est qu'un outil statistique.
Cette moyenne permet de voir le parcours d'une équipe en le comparant au futur champion théorique. En général, à chaque fin de saison, le champion n'est pas loin des 0 pt théorique, puisqu'il a généralement tout gagné chez lui et fait match nul à l'extérieur.
Cette méthode permet ainsi de déterminer la position d'une équipe par rapport aux autres sans tenir compte du déséquilibre en cours de saison entre le nombre de matchs joués à domicile et à l'extérieur.

## Méthode de calcul

### Dans le cadre de la victoire à 3 points, voici le barème
À domicile :
- En cas de victoire, l'équipe marque 0 pt au lieu de 3 pts.
- En cas de match nul, l'équipe marque -2 pts au lieu de 1pt.
- En cas de défaite, l'équipe marque -3 pts au lieu de 0 pt.

À l'extérieur :
- En cas de victoire, l'équipe marque +2 pts au lieu de 3 pts.
- En cas de match nul, l'équipe marque 0 pt au lieu de 1 pt.
- En cas de défaite, l'équipe marque -1 pt au lieu de 0 pt.

### Dans le cadre de la victoire à 2 points, voici le barème
À domicile :
- En cas de victoire, l'équipe marque 0 pt au lieu de 2 pts.
- En cas de match nul, l'équipe marque -1 pts au lieu de 1pt.
- En cas de défaite, l'équipe marque -2 pts au lieu de 0 pt.

À l'extérieur :
- En cas de victoire, l'équipe marque +1 pts au lieu de 2 pts.
- En cas de match nul, l'équipe marque 0 pt au lieu de 1 pt.
- En cas de défaite, l'équipe marque -1 pt au lieu de 0 pt.

## Smartmean
La smartmean (litt. « moyenne intelligente ») ajuste le rendement d'une équipe en tenant compte de son calendrier. Ainsi, elle prétend donner son réel niveau de performance. 
En cours de championnat, le rendement d'une équipe dépendant du niveau des équipes déjà rencontrées, la smartmean se propose de supprimer ce biais important : elle renseigne sur le rendement qu’aurait eu une équipe donnée si elle avait rencontré toutes les équipes, à domicile et à l'extérieur. 
La smartmean permet donc d'anticiper l'évolution de la moyenne de points par match de chaque équipe et de la rendre comparable avec celle des autres équipes.
À la fin du championnat, les équipes s'étant toutes rencontrées entre elles, à domicile comme à l'extérieur, les smartmean's sont conformes aux moyennes de points par match de chaque équipe.
La smartmean permet aussi de pronostiquer l'écart de points qui séparera, à priori, chaque équipe du champion théorique. À la différence de la moyenne anglaise, cet écart est toujours égal à 0 pour le champion annoncé.